# Организация на медиите в Югоизточна Европа
Организацията на медиите в Югоизточна Европа (англ. South-Eastern European Media Organization, SEEMO) е създадена от представители на 23 медийни организации от девет страни от Югоизточна Европа на 14 – 15 октомври 2000 г.
Организацията е регионална неправителствена мрежа от редактори, директори на медии и уважавани журналисти от списания, радиа и телевизионни станции, информационни агенции и нови медии от Югоизточна Европа. Чрез своите комитети СЕЕМО се стреми да създаде мост между дейността на медиите по света и развитието на медиите в региона.
Една от основните дейности на СЕЕМО е защита на свободата на печата чрез подкрепа на журналистите и медиите. Над 60% от протестните реакции на СЕЕМО до правителствата и други органи са имали положителни резултати. Всеки протест на СЕЕМО се изпраща и до водещите регионални и международни медии, националните и международни правителствени и неправителствени организации, политици и публични личности и институции.